# Ofěra
Ofěra (lat. offertorium, obětování) jsou dary, jimiž věřící přispívají na církevní účely.
Typickým příkladem ofěry jsou nedělní peněžní sbírky v kostelích.
Rozeznávají se
- sbírky řádné (stálé) a
- sbírky mimořádné.

Sbírky řádné se konají ve prospěch farního kostela či kostelů filiálních.
Peníze se od věřících shromažďují pomocí stálých pokladniček (zpravidla u vchodu do kostela, často s nápisem na způsob „na opravy kostela“) a sbírkou přímo mezi věřícími pomocí přenosných pokladniček nebo ošatek, pytlíčků.
Mezi řádné sbírky se počítají i pravidelné sbírky svatopetrského haléře, sbírky na misie, sbírky na Boží hrob v Jeruzalémě, sbírky na bohoslovce a další sbírky z rozhodnutí diecézního biskupa.
Sbírky mimořádné se konají v souvislostech s většími investičními akcemi farnosti.
Ofěra se v kostele provádí tak, že jednotliví věřící se při obětování ve mši sv. nebo pobožnosti, např. po křížové cestě o pouti a pod. odeberou v průvodu za oltář z evangelní strany, kde je umístěna pokladnička na dary peněžní a prochází dále k epištolní straně kde vychází. Tam se jim zpravidla dávají uctívat políbením sv. ostatky, nebo mariánská socha, či obraz daného poutního místa. Během procházení se projevuje úcta oltáři hlazením jeho zadní stěny. Při ofěře se mohou dávat i nepeněžní dary, jako např. svíce, které se pokládají na oltář.
Tzv. "zvonek" je sbírka prováděná do vyšívaného pytlíku v liturgické barvě, na dřevěné delší tyči, opatřeného zvonkem na jeho spodní části, který má diskrétně věřícího upozornit, že se k němu blíží osoba pověřená vybíráním.